# Phytocoris schuhi
Phytocoris schuhi är en insektsart som beskrevs av Stonedahl 1988. Phytocoris schuhi ingår i släktet Phytocoris och familjen ängsskinnbaggar. Inga underarter finns listade i Catalogue of Life.